# Slot 1 (разъём)

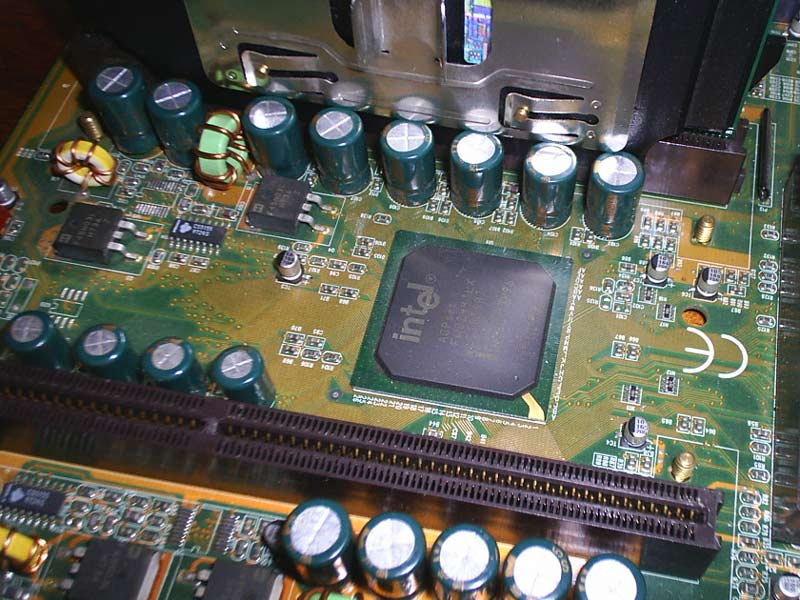
Разъёмы Slot 1

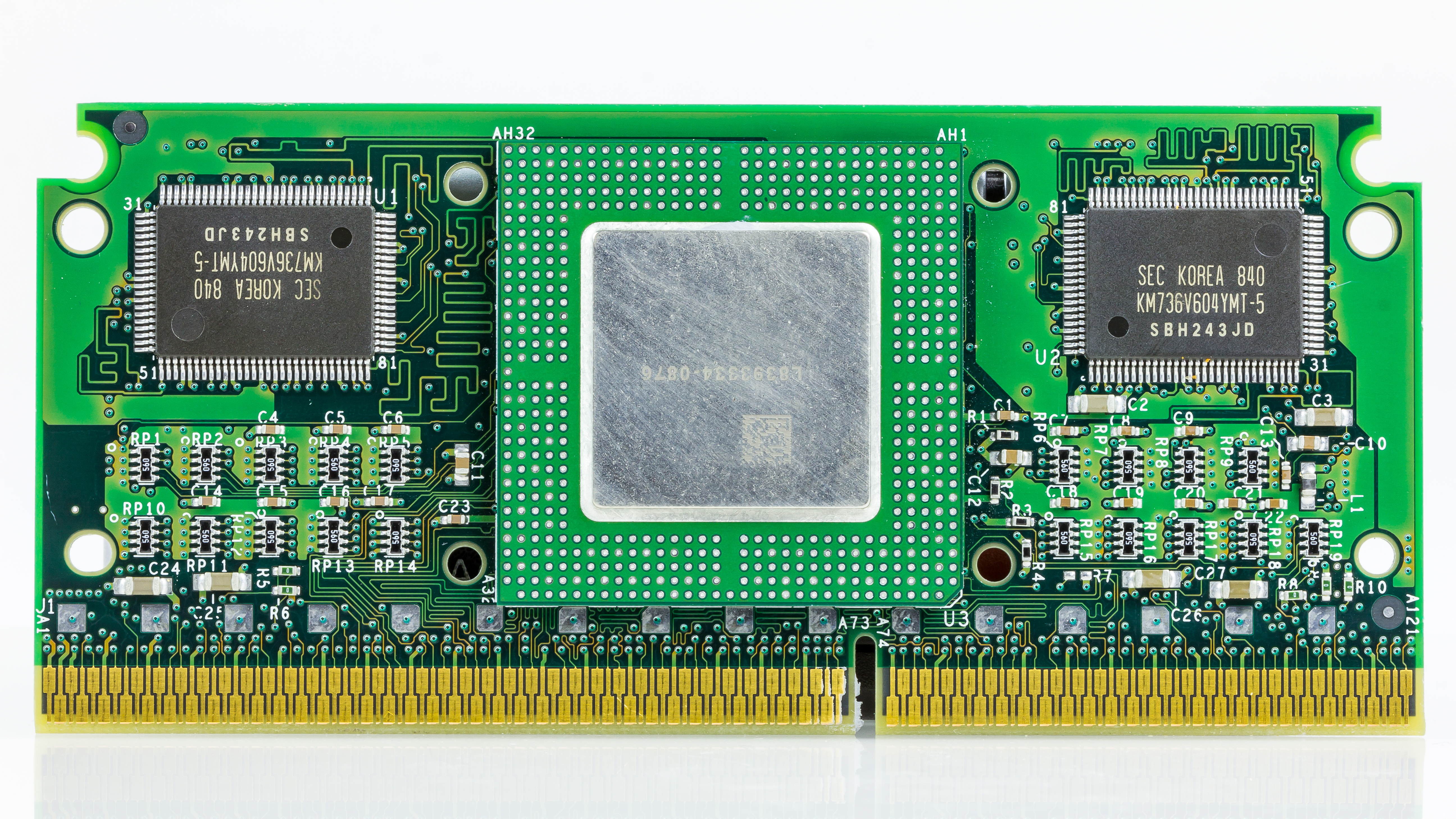
Процессор для Slot 1

Интерфейс Slot 1 был представлен компанией Intel 7 мая 1997 года вместе с первыми процессорами Pentium II, для которых он предназначался.
Появление этого интерфейса было связано в первую очередь с необходимостью ускорения работы процессора с кэш-памятью второго уровня относительно систем на процессорах Pentium, не связанного со значительным повышением стоимости производства процессоров (процессор Pentium Pro, имевший быстродействующий кэш, обходился крайне дорого).
Наилучшим на тот момент решением оказалось размещение процессора и микросхем кэш-памяти на процессорной плате, находящейся в картридже. Процессор в таком корпусе помещался в щелевой разъём с 242 контактами, располагавшимися с обеих сторон разъёма в два ряда, асимметрично разделённый ключом, предотвращавшим неправильную установку процессора.
В ноябре 1998 года процессоры Celeron, имевшие интегрированный кэш второго уровня, были переведены на новый гнездовой разъём — Socket 370. Осенью 1999 года был начат выпуск процессоров Pentium III по 180 нм техпроцессу, они также получили интегрированный кэш второго уровня, что позволило окончательно отказаться от использования процессорной платы и картриджа.
Разъём Slot 1 использовался процессорами Intel, предназначенными для настольных компьютеров: Pentium II всех моделей, ранними Pentium III и Celeron. Существовали также переходники (слоткеты), позволявшие использовать процессоры, рассчитанные на гнездовой разъём Socket 370, в системных платах с разъёмом Slot 1. Однако такие платы, как правило, поддерживали только напряжения питания, необходимые для процессоров на основе ядер Mendocino и Coppermine, для Tualatin необходимо было использовать переходники с преобразователем напряжения, например, фирмы PowerLeap. Также выпускались переходники Socket 8 -> Slot 1, позволявшие использовать процессоры Pentium Pro.

## Характеристики
- Тип разъёма: щелевой
- Число контактов: 242
- Используемая шина: GTL+
- Частота шины, МГц: 66 — 133
- Напряжение, В: 1,65 — 2,80
- Поддерживаемые процессоры: Intel Pentium II, Pentium III, Celeron
- Поддерживаемые форм-факторы процессоров: SECC, SECC2, SEPP